# Jevgenijus Šuklinas
Jevgenijus Šuklinas (ryska: Евгений Шуклин: Jevgenij Sjuklin), född den 23 november 1985 i Glazov i Udmurtiska ASSR i Sovjetunionen (nu Udmurtien i Ryssland), är en litauisk kanotist och politiker.
Šuklinas tog OS-silver i C1 200 meter i samband med de olympiska kanottävlingarna 2012 i London. År 2019 blev han fråntagen sitt OS-silver och diskvalificerad för doping.

## Politisk karriär
Den 25 april 2023 blev Šuklinas tillförordnad borgmästare i Visaginas.